# Geoffrey Samuel
Geoffrey Samuel (né le 22 novembre 1946) est un professeur à l'école d'histoire, d'archéologie et de religion de l'université de Cardiff, directeur du Body, Health and Religion Research Group (BAHAR), et associé honoraire du Département des études indiennes à l'Université de Sydney, en Australie.

## Biographie
Il commence sa formation universitaire en physique, pour poursuivre en anthropologie sociale. Son doctorat qu'il obtient à l'université de Cambridge en 1976 portait sur la religion et la société tibétaine, basée sur des recherches de terrain avec les Tibétains au Népal et en Inde en 1971-1972.
Il a été Professeur de sociologie et anthropologie au département de sociologie et d'anthropologie de l'Université de Newcastle, Nouvelle-Galles du Sud, en Australie (en 1998) et Professeur d'études religieuses à l'Université de Lancaster en 1998.
Sa recherche concerne l’étude des religions, l'anthropologie sociale, sociologie comparative, et des disciplines connexes. Son objectif ethnographique principal porte sur la religion dans les sociétés tibétaines, une étude qui s'est prolongé dans l'histoire sociale des religions indiennes.
Il a aussi travaillé sur la médecine tibétaine. Il a travaillé de nombreuses années en Inde, au Népal, au Tibet, et d'autres sociétés asiatiques et occidentales.